# Extração líquido-líquido

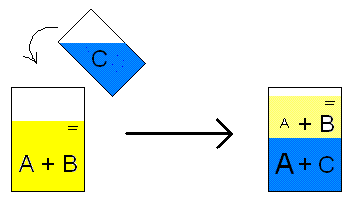
Esquema de extração líquido-líquido. O soluto A é mais miscível com o solvente C do que com o solvente B. Ocorre, assim, a separação entre A e B por intermédio de C

A extração líquido-líquido (ELL), também conhecida como extração por solvente ou partição, é um método amplamente utilizado para separar um ou mais componentes específicos de uma mistura heterogênea de líquidos. Este processo baseia-se na diferença de solubilidade dos componentes em dois líquidos imiscíveis, geralmente água e um solvente orgânico. A ELL é um processo de separação que visa transferir uma substância de uma fase líquida para outra, aproveitando as diferenças de afinidade dos componentes entre as fases.  Nos laboratórios químicos, a extração líquido-líquido é uma técnica essencial e básica, sendo comumente realizada utilizando um funil de separação. Esse equipamento permite a separação das duas fases líquidas imiscíveis após a mistura, facilitando a remoção da substância desejada. A extração é frequentemente utilizada após uma reação química, fazendo parte da rotina de trabalho para isolar e purificar os produtos gerados. Esse método é de grande importância na química industrial e em várias outras áreas, incluindo a farmacêutica e a petroquímica, onde a purificação de produtos é crucial. A eficiência da extração pode ser aumentada por meio do uso de solventes adequados, variando a proporção entre as fases e controlando as condições operacionais, como temperatura e tempo de contato.

## Importância da Extração Líquido-líquido
1. Eficiência em Separações Complexas: A ELL é fundamental em processos onde a destilação, filtração ou outras técnicas de separação não são eficientes, como a separação de componentes com pontos de ebulição muito próximos ou quando o material é sensível ao calor.  
2. Aplicações Industriais: Na indústria química, a ELL é usada para purificação de compostos, como na fabricação de produtos farmacêuticos, agroquímicos e solventes. Em refinarias de petróleo, é empregada para separar hidrocarbonetos complexos. Além disso, o processo é essencial para o tratamento de resíduos industriais e a recuperação de materiais valiosos.  
3. Processos Naturais e Cotidianos: No dia a dia, o conceito de ELL pode ser visto, por exemplo, na produção de óleos essenciais, onde solventes são usados para extrair componentes aromáticos de plantas. Outro exemplo é a purificação de produtos alimentícios, como a separação de componentes de sucos.

## Vantagens
A extração líquido-líquido oferece várias vantagens em comparação com outros processos de separação, como destilação, filtração ou cristalização. Aqui estão alguns dos principais motivos pelos quais a extração líquido-líquido é preferida em determinadas situações: 
1. Eficiência em Misturas Complexas: Seleção Seletiva de Solutos: A extração líquido-líquido permite a separação de componentes com propriedades químicas muito semelhantes, que seriam difíceis de separar por destilação ou filtração. Remoção de Impurezas: É altamente eficaz na remoção de impurezas indesejadas de uma mistura, especialmente quando essas impurezas são solúveis em um solvente específico ou em concentrações baixas sobressaindo sobre processo de destilação. Onde em concentrações baixas de soluto não se é recomendado esse tipo de operação unitária. 
2. Processo a Baixa Temperatura: Proteção de Substâncias Sensíveis ao Calor: Diferentemente da destilação, que requer altas temperaturas, a extração líquido-líquido pode ser realizada à temperatura ambiente ou a baixas temperaturas. Isso é crucial para substâncias que degradam ou reagem quimicamente quando aquecidas. Economia de Energia: Ao evitar a necessidade de aquecimento, a extração líquido-líquido pode ser mais eficiente em termos de energia, especialmente em processos que envolvem grandes volumes. 
3. Versatilidade na Escolha de Solventes: Personalização do Processo: É possível escolher solventes específicos que maximizem a eficiência da separação, dependendo das características do soluto e do solvente. Isso permite uma maior flexibilidade em comparação com outros métodos. Facilidade na Recuperação do Soluto: Muitos solventes podem ser facilmente removidos do soluto após a extração, seja por evaporação, precipitação ou outras técnicas simples. 
4. Alta Capacidade de Processamento: Aplicação em Grandes Volumes: A extração líquido-líquido é eficaz para processar grandes volumes de líquidos, tornando-a adequada para aplicações industriais onde são necessários grandes lotes. Possibilidade de Escalonamento: O processo pode ser facilmente escalonado desde operações de laboratório até produção em grande escala. 
5. Aplicação em Sistemas com Diferentes Pressões: Operação a Pressão Atmosférica: Em muitos casos, a extração pode ser realizada à pressão atmosférica, eliminando a necessidade de equipamentos caros e complexos de alta pressão, como colunas de destilação. 
6. Separação de Componentes com Ponto de Ebulição Próximo: Eficiência Onde a Destilação Falha: Quando dois componentes têm pontos de ebulição muito próximos, a destilação pode ser ineficaz ou custosa. A extração líquido-líquido não depende das diferenças de ponto de ebulição, mas sim da solubilidade dos componentes nos solventes escolhidos. 
7. Possibilidade de Operação Contínua ou em Batelada: Flexibilidade Operacional: A extração líquido-líquido pode ser realizada tanto em modo contínuo quanto em batelada, dependendo das necessidades do processo, oferecendo flexibilidade em termos de controle e rendimento.

## Desvantagem
1.Seleção e Custo de Solventes:
- Custo dos Solventes: Alguns solventes eficazes para extração podem ser caros, o que aumenta os custos operacionais, especialmente em processos de larga escala. 
- Seleção Apropriada: A escolha do solvente correto pode ser complexa, exigindo testes e otimização para garantir que o solvente seja seletivo o suficiente para a separação desejada.  
2. Dificuldade na Recuperação e Reciclagem do Solvente:
- Processos de Recuperação: A separação do solvente da fase extrativa pode ser difícil e dispendiosa, especialmente se o solvente e o soluto forem voláteis ou se formarem azeótropos. 
- Perda de Solvente: Pode haver perda de solvente durante o processo, seja por evaporação ou por dificuldade em separá-lo completamente do soluto, o que pode aumentar os custos e impactar a eficiência do processo. 
3. Eficiência de Separação Limitada: 
- Coeficiente de Partição: Se o coeficiente de partição do soluto entre as duas fases for baixo, várias extrações em série podem ser necessárias para atingir a separação desejada, o que aumenta o tempo e os custos do processo. 
- Emulsificação: Em algumas situações, a mistura dos líquidos pode levar à formação de emulsões estáveis, dificultando a separação das fases e requerendo o uso de agentes desemulsificantes ou técnicas adicionais. 
4. Complexidade Operacional:
- Controle de Parâmetros: A extração líquido-líquido pode exigir controle preciso de parâmetros como pH, temperatura e razão de solvente para fase aquosa, o que pode complicar a operação, especialmente em escala industrial. 
- Múltiplos Estágios: Em muitos casos, são necessários múltiplos estágios de extração e lavagem para obter a separação completa, o que aumenta a complexidade e o tempo do processo. 
5. Limitações em Soluções Altamente Concentradas:
- Eficiência Reduzida: Em soluções onde o soluto está presente em concentrações muito altas, a extração líquido-líquido pode ser menos eficiente, exigindo grandes volumes de solvente ou múltiplas extrações. 
6. Processo Lento em Alguns Casos:
- Tempo de Equilíbrio: O tempo necessário para atingir o equilíbrio entre as fases pode ser longo, especialmente em sistemas onde a transferência de massa é lenta, o que pode reduzir a eficiência geral do processo.

## Cinética da extração
É importante investigar a taxa na qual o soluto é transferido entre as duas fases, em alguns casos por uma alteração do tempo de contato é possível alterar a seletividade da extração. Por exemplo, a extração de paládio ou níquel pode ser muito lenta porque a taxa de troca de ligantes desses centros metálicos é muito inferior às taxas para complexos de ferro ou prata. Quando de operações industriais os equipamentos normalmente utilizados serão os misturadores- decantadores, mais adequados quando a cinética de extração é a fenomenologia que controla o processo, e colunas de extração, para sistemas nos quais o controle seja predominantemente pela transferência de massa.

## Medidas de eficácia
Razão de distribuição
Em extração por solventes, uma razão de distribuição é frequentemente citada como uma medida de quão bem extraído é uma espécie. A razão distribuição (D) é igual a concentração de um soluto numa fase orgânica dividido por sua concentração na fase aquosa. Dependendo do sistema, a razão distribuição pode ser uma função da temperatura, a concentração de espécies químicas no sistema, e um grande número de outros parâmetros.
Note-se que D é relacionado ao ΔG do processo de extração.
Às vezes, a razão de distribuição é referida como o coeficiente de partição, que é geralmente expressa como o Logaritmo. Ver coeficiente de partição para mais detalhes. Note-se que uma razão de distribuição para o urânio e netúnio entre dois sólidos inorgânicos (zirconolita e perovskita) tem sido descrito.
Na extração por solvente, dois líquidos imiscíveis são agitados juntos. Os solutos mais polares dissolvem-se preferencialmente no solvente mais polar, e os solutos menos polares no solvente menos. Neste experimento, os halogênios, preferencialmente apolares dissolvem-se no óleo mineral apolar.
O isolamento de compostos em estado puro a partir de fontes naturais (como por exemplo, a partir de óleos essenciais) é um processo industrial e laboratorialmente importante, no entanto, pode ser difícil e demorado de ser realizado por extração de solventes, que normalmente envolve o uso de dois solventes imiscíveis em um vaso de decantação. Neste método, os compostos estão distribuídos em dois solventes de acordo com seus coeficientes de partição diferentes e a lei da partição de Nernst pode não ser aplicável. Estudos muito completos sobre coeficientes de partição de pares de solventes são realizados, como por exemplo, do octanol e água.
Fatores de separação
O fator de separação é uma razão de distribuição dividida por outra; é a medida da habilidade do sistema em separar dois solutos. Por exemplo, se a razão de distribuição para níquel (DNi) é 10 e a razão de distribuição para prata (DAg) é 100, então o fator de separação prata/níquel (SFAg/Ni) é igual a DAg/DNi = SFAg/Ni = 10.
Fator de descontaminação
Este fator é usado para expressar a habilidade de um processo em remover um contaminante de um produto. Por exemplo, se um processo é alimentado com uma mistura de 1:9 cádmio para índio, e o produto é uma mistura 1:99 de cádmio e índio, então o fator de descontaminação (para a remoção de cádmio) do processo é 0.1 / 0.01 = 10.
Coeficiente angular de gráficos
A maneira mais fácil de trabalhar o mecanismo de extração é traçando gráficos e medindo as inclinações, os coeficientes angulares. Se, para um sistema de extração o valor D é proporcional ao quadrado da concentração de um reagente (Z), a inclinação do gráfico de log10(D) contra log10([[Z]]) será dois.
Razão de distribuição na Extração por Solventes
Na extração por solventes, a razão de distribuição (D) é uma medida importante para avaliar a eficiência de extração de um soluto. Ela é definida como a razão entre a concentração de um soluto na fase orgânica e sua concentração na fase aquosa. A razão de distribuição pode variar com a temperatura, a concentração de espécies químicas no sistema e outros parâmetros. Essa razão está relacionada ao ΔG do processo de extração.
A razão de distribuição é frequentemente referida como coeficiente de partição, que é geralmente expresso como o logaritmo do valor de D. O coeficiente de partição pode ser usado para descrever a distribuição de elementos entre sólidos inorgânicos, como no caso do urânio e do netúnio entre zirconolita e perovskita.
Durante a extração por solventes, dois líquidos imiscíveis são agitados juntos. Os solutos mais polares tendem a se dissolver no solvente mais polar, enquanto os menos polares se dissolvem no solvente menos polar. No caso de halogênios, que são apolares, eles se dissolvem preferencialmente em óleos minerais apolares.
Isolamento de Compostos
O isolamento de compostos puros a partir de fontes naturais, como óleos essenciais, é um processo importante tanto industrial quanto laboratorialmente. No entanto, a extração por solventes pode ser demorada e complexa, especialmente quando envolve o uso de dois solventes imiscíveis em um vaso de decantação. Nesse processo, os compostos são distribuídos entre os solventes de acordo com seus coeficientes de partição, mas a lei da partição de Nernst nem sempre se aplica.
Fatores de Separação e Descontaminação
Fator de Separação (SF): É a razão entre as razões de distribuição de dois solutos diferentes. Por exemplo, se a razão de distribuição para o níquel (DNi) é 10 e para a prata (DAg) é 100, o fator de separação prata/níquel (SFAg/Ni) é igual a 10.
Fator de Descontaminação (DF): Mede a eficácia de um processo na remoção de contaminantes. Por exemplo, se uma mistura de 1:9 de cádmio para índio é processada e o produto final é 1:99, o fator de descontaminação para cádmio é 10.
Coeficiente Angular em Gráficos
O mecanismo de extração pode ser melhor compreendido através da análise de gráficos. Se a razão de distribuição (D) for proporcional ao quadrado da concentração de um reagente (Z), o gráfico de log10(D) contra log10([Z]) terá uma inclinação de dois, refletindo essa relação.

## Técnicas
Processos Contínuos Contracorrente Multiestágios
Esses processos são amplamente utilizados na indústria, especialmente para o processamento de metais como os lantanídeos. Como os fatores de separação entre os lantanídeos são pequenos, são necessárias muitas etapas de extração para separar eficientemente os metais. Nos processos multiestágios, a fase aquosa refinada de uma unidade de extração é utilizada como alimentação para a próxima unidade, enquanto a fase orgânica se move na direção oposta. Isso permite que, mesmo com pequenas separações em cada estágio, o sistema completo tenha um fator de descontaminação maior.
Para uma boa separação em processos contracorrentes multiestágios, a razão de distribuição não deve ser muito alta (> 100) nem muito baixa (< 0,1). Muitas vezes, o processo inclui uma etapa para remover metais indesejados da fase orgânica e, posteriormente, uma etapa de purga (stripping) para recuperar o metal da fase orgânica.
Centrífugas Multiestágios
Centrífugas de contato multiestágios, como as Podbielniak, podem realizar três a cinco estágios de extração em um único passe contracorrente. Elas são frequentemente utilizadas na produção de fármacos e aditivos alimentares por fermentação.
Extração com Alteração Química
Nesse tipo de extração, um composto é quimicamente modificado para alterar seu coeficiente de distribuição entre dois solventes. Por exemplo, se tivermos uma mistura de dois compostos, A e B, ambos solúveis em éter etílico e insolúveis em água, seria difícil separá-los diretamente. No entanto, se conseguirmos modificar B para que ele se torne solúvel em água e insolúvel em éter, podemos separá-lo de A. Um exemplo seria tratar uma mistura de B (uma base) e A (um composto neutro) com um ácido, tornando B solúvel na fase aquosa, enquanto A permanece na fase orgânica.
Extração Sem Alteração Química
Alguns solutos podem ser extraídos entre duas fases sem necessidade de reação química. Um exemplo clássico é a extração de ácidos carboxílicos em solventes apolares, como o benzeno, onde os ácidos podem formar dímeros na fase orgânica, alterando a razão de distribuição com base na concentração.
Mecanismo de Solvatação
Na extração por solvatação, compostos como urânio, plutônio ou tório podem ser extraídos de soluções ácidas. Um exemplo é o processo PUREX, usado no reprocessamento nuclear. Nesse processo, o fosfato de tri-n-butil (TBP) é usado em conjunto com um hidrocarboneto inerte (como querosene) para extrair urânio de ácido nítrico forte. O urânio forma um complexo solúvel na fase orgânica, que depois pode ser tratado com ácido nítrico diluído para recuperar o metal. O plutônio (IV) também pode ser extraído de maneira semelhante, mas pode ser necessário adicionar um agente redutor para convertê-lo a um estado de oxidação trivalente, que não forma um complexo estável com TBP.
Mecanismo de Troca Iônica
No mecanismo de extração por troca iônica, um íon é transferido da fase aquosa para a fase orgânica, e um íon de carga oposta é transferido na direção contrária para manter o equilíbrio de carga. Geralmente, esse íon é um íon de hidrogênio, e a razão de distribuição (D) pode ser influenciada pelo pH da solução. Um exemplo de extração por troca iônica é a extração de amerício usando uma combinação de terpiridina e um ácido carboxílico em tert-butil benzeno. Outro exemplo é a extração de metais como zinco, cádmio ou chumbo usando ácidos dialquil fosfínicos em um diluente não polar, que favorece a formação de complexos metálicos neutros.
Extração por Par de Íons
A extração por par de íons envolve a escolha cuidadosa de um contraíon para extrair um metal como um complexo aniônico. Por exemplo, o amerício pode ser extraído como um complexo de nitrato aniônico em presença de um sal de amônio quaternário lipofílico. Um exemplo comum é o uso de catalisadores de transferência de fase, onde um íon é transferido para a fase orgânica, reage, e então outro íon é transferido de volta para a fase aquosa, facilitando a reação.
Extração em Duas Fases Aquosas
Usando um sistema bifásico aquoso, é possível criar duas fases aquosas imiscíveis que podem ser usadas para extrair proteínas, evitando a desnaturação que ocorreria em presença de solventes orgânicos.
Extração de Metais
Diversos métodos são utilizados para a extração de metais, incluindo:
- Cobalto: Extraído de ácido clorídrico utilizando alamina 336 em meta-xileno, ou com Cyanex 272 (ácido bis-(2,4,4-trimetilpentil) fosfínico).
- Cobre: Extraído com hidroxioximas, que apresentam boa seletividade para cobre em relação a cobalto e níquel.
- Neodímio: Extraído usando ácido di(2-etil-hexil) fosfórico em hexano via troca iônica.
- Níquel: Extraído com ácido di(2-etil-hexil) fosfórico e fosfato de tributila em um diluente hidrocarboneto.
- Paládio e Platina: Extraídos com sulfetos de dialquila, fosfato de tributila e alquil aminas.
- Zinco e Cádmio: Extraídos por troca iônica, onde o TPEN atua como agente mascarante para zinco e extrator para cádmio. No processo Zincex modificado, zinco é extraído com D2EHPA, e ácido sulfúrico é usado para remover o zinco do extrator.
Agentes de Complexação Aquosa
A presença de um agente complexante na fase aquosa pode alterar a razão de distribuição (D). Por exemplo, na extração de iodo entre água e um solvente orgânico como o tetracloreto de carbono, a presença de iodeto na fase aquosa pode formar complexos como I₃⁻, mudando a química da extração e a eficiência do processo.

## Agentes de complexação aquosa
Os agentes de complexação aquosa desempenham um papel fundamental no processo de extração líquido-líquido, especialmente quando se deseja separar metais ou íons específicos de uma solução aquosa. Mas o que isso significa de forma mais simples?
Como funciona a complexação? Imagine que você tem uma solução com diferentes íons metálicos, como cobre ou zinco, misturados em água. O desafio é separar um desses metais do restante. Para isso, você pode adicionar à solução um agente de complexação aquosa, que é uma substância química que se liga fortemente a um tipo específico de metal.
Quando o agente de complexação é adicionado à solução, ele se "prende" ao íon metálico desejado, formando um complexo estável. Esse complexo, dependendo de suas propriedades, pode então ser extraído da solução aquosa para uma fase orgânica (um solvente imiscível com a água). Isso facilita a separação do metal específico do restante da solução.
Por que isso é útil? Essa técnica é muito usada na química analítica e em processos industriais para purificar metais, recuperar materiais valiosos ou remover contaminantes de uma solução. Por exemplo, na mineração, pode-se utilizar agentes de complexação para separar ouro de outros metais presentes na água.

## Projeto de processo industrial
Desenvolver um projeto de processo industrial de extração líquido-líquido (ELL) envolve uma série de etapas críticas, desde o planejamento inicial até a implementação e operação. Este processo é essencial em diversas indústrias, como a química, farmacêutica e petroquímica, onde a separação de componentes específicos de misturas complexas é uma tarefa fundamental.
Primeiramente, a escolha do solvente adequado é uma das decisões mais importantes no projeto de ELL. O solvente deve ser selecionado com base na afinidade com o componente que se deseja extrair, enquanto também precisa ser imiscível com a fase contínua. Por exemplo, em processos petroquímicos, solventes como o éter de petróleo podem ser usados para separar hidrocarbonetos de misturas mais complexas .
Além disso, o design do equipamento é crucial para garantir a eficiência do processo. Equipamentos como colunas de extração ou funis de separação são utilizados dependendo da escala e da complexidade do processo. Em projetos industriais, as colunas são preferidas devido à sua capacidade de manusear grandes volumes e permitir um contato mais prolongado entre as fases líquidas, aumentando a eficiência da extração .
Outro aspecto essencial é a otimização das condições operacionais, como temperatura, pressão e tempo de contato entre as fases. Estes parâmetros são ajustados para maximizar a transferência de massa entre as fases líquidas, garantindo que o processo seja eficiente e econômico. Por exemplo, a variação da temperatura pode alterar a solubilidade dos componentes nas fases, influenciando diretamente o rendimento da extração .
Finalmente, a análise de viabilidade econômica e ambiental do projeto também é um componente importante. É necessário avaliar os custos envolvidos, incluindo a aquisição de solventes, energia necessária para o processo, e a gestão de resíduos gerados. A sustentabilidade do processo é cada vez mais considerada, com a busca por solventes menos tóxicos e processos que gerem menos resíduos, alinhando o projeto com as normas ambientais vigentes .
Este conjunto de decisões e otimizações resulta em um processo de extração líquido-líquido eficiente e viável, que atende às necessidades específicas de uma indústria, seja para a purificação de um produto ou a recuperação de materiais valiosos. O sucesso de um projeto desse tipo depende de um planejamento detalhado e de uma compreensão profunda das propriedades físicas e químicas dos materiais envolvidos.

## Equipamentos
Apesar de a extração com solventes ser geralmente feita em pequena escala por químicos em laboratórios em sínteses usando um funil de separação, é normalmente feita em escala industrial com equipamentos que colocam as duas fases líquidas em contato uma com a outra. Tais equipamentos incluem contatores centrífugos, extratores de camada fina, colunas spray, colunas pulsadas, colunas empacotadas e misturadores-decantadores.
Estudos apontam que existem mais de 25 diferentes tipos de extratores de uso industrial. As colunas de extração são mais apropriadas no tratamento de sistemas que requeiram um elevado número de estágios avaliados teoricamente, assim como no processamento de grandes vazões de solução, devido a apresentarem menor requisição em relação à área de contato entre as fases em comparação aos misturadores-decantadores. De um modo geral, os equipamentos de maior importância industrial em extração líquido- líquido podem    ser    classificados    em   duas categorias principais: extratores em estágios e extratores diferenciais.

### Extratores em estágios
Estes extratores são constituídos por uma série de compartimentos constituídos por misturadores- decantadores onde as fases são mantidas em contato até o equilíbrio, ou na aproximação do equilíbrio, seguindo-se a separação e o envio aos estágios posteriores. Estes extratores normalmente apresentam alta eficiência em cada um dos estágios, o que torna mais simples a ampliação da escala de produção com estes equipamentos. Mas como as fases devem sofrer separação após um determinado tempo de contato, os compartimentos de decantação devem ser relativamente grandes.

### Extratores diferenciais
Estes extratores são mais compactos e geralmente ocupam menos espaço nas instalações industriais, em comparação aos extratores em estágios. Nestes equipamentos, o fluxo em contracorrente é processado em função da diferença de densidade entre as correntes fluidas. Esta categoria de extratores pode ser dividida em três principais classes extratores que operam apenas pela ação da gravidade, extratores agitados mecanicamente, e extratores agitados por pulsação.
As colunas de fluxo pulsado, ou colunas pulsadas e de pratos recíprocos apresentam dois regimes distintos de operação: mistura-decantação e emulsão. A operação em regime de emulsão é mais adequada em operações com transferência de massa pois gotas menores são obtidas. Entretanto, as operações de separação em ambos os regimes são descritas na literatura.

## Determinando o equilíbrio líquido-líquido
Para que a separação seja eficaz e o solvente seja escolhido de maneira assertiva, é necessário conhecer o comportamento dos três componentes na mistura. Para isso, estuda-se o equilíbrio líquido-líquido da mistura. Este estudo é feito em escala laboratorial seguindo dois procedimentos: construção da curva binodal e das linhas de amarração; as quais são plotadas em um diagrama ternário.
Diagrama ternário
Para interpretar um diagrama ternário, observe as porcentagens de cada componente nos vértices do triângulo. Por exemplo, se 80% de 1 estiver presente, siga a linha paralela à que contém as porcentagens de 3 para determinar as composições dos outros componentes.
Em resumo, os diagramas ternários nos ajudam a entender as fases e composições de sistemas complexos com três componentes. Eles são como “mapas” que indicam onde as condições termodinamicamente estáveis estão em termos de pressão, temperatura e composição.
Características de um diagrama ternário:
1) Formato Triangular:
·       O diagrama ternário é um triângulo que representa as proporções dos três componentes.
·       Cada vértice do triângulo corresponde a um componente, sendo o vértice superior sempre o soluto da mistura ternária.
·       A soma das proporções nos vértices é sempre igual a 100%.
·       Os lados do triângulo representam misturas binárias entre os componentes adjacentes.
2) Aplicações:
·       Os diagramas ternários são usados para entender o equilíbrio de fases em sistemas com três componentes.
·       São especialmente úteis para sistemas líquido-líquido, como extração ou separação de misturas.
Curva binodal
A determinação experimental da curva binodal em sistemas ternários envolve a caracterização do equilíbrio líquido-líquido (ELL) entre três componentes. Essa curva representa as condições de temperatura e composição nas quais duas fases líquidas coexistem em equilíbrio. Aqui estão algumas abordagens comuns para determinar a curva binodal experimentalmente:
1) Método da Turbidez:
·       Este método é frequentemente usado para sistemas líquido-líquido.
·       Consiste em observar visualmente a mudança de uma fase única para duas fases (presença de turvação) à medida que a composição é alterada.
·       A curva binodal é obtida identificando os pontos de turbidez em diferentes composições e temperaturas.
2) Titulação:
·       A curva binodal também pode ser determinada pelo método da titulação.
·       Nesse caso, você adiciona uma fase à outra até que ocorra a separação de fases. A composição e a temperatura são registradas para cada ponto de separação.
·       Esses dados permitem traçar a curva binodal.
·       Lembre-se de que a escolha do método depende das propriedades específicas do sistema e das condições experimentais.
Linhas de amarração
Representam as composições das fases aquosa e orgânica em que os componentes estão em equilíbrio. Sabe-se que quando pares de espécies químicas são misturados em determinada proporção, pode ocorrer a formação de duas fases líquidas com composições diferentes. Quando as fases dessa mistura estiverem com composições aproximadamente constantes, diz que o sistema está em um equilíbrio líquido-líquido.
Ponto crítico
Para um sistema térmica em ELL, o ponto crítico é de extrema relevância, por apresentar o ponto em que as composições das fases aquosa e orgânica são iguais. Experimentalmente, a curva binodal e as linhas de amarração são determinadas, porém, o ponto crítico não necessariamente. Para isso, utiliza-se o método as paralelas, que condiz em traçar retas paralelas aos pontos que estão em equilíbrio nas fases aquosa e orgânica, como na imagem abaixo.
O processo é então repetido para todos os pontos, criando novos losangos.
Por fim, desenha-se uma curva ajustada que liga todo os vértices dos losangos. O ponto onde essa curva cruzar com a curva binodal do sistema, é o ponto crítico.